# 馬努·特基路斯
曼努埃爾·特里格羅斯·穆尼奥斯（西班牙語：Manuel Trigueros Muñoz；1991年10月17日—）是一位西班牙足球運動員。在場上的位置是中場。他現在效力於西班牙足球乙級聯賽球隊格拉纳达。

## 俱乐部生涯

### 早期生涯
特里格罗斯出生于托莱多省塔拉韦拉德拉雷纳，在卡斯蒂利亚-拉曼查地区开始踢足球，他为当地球队塔拉韦拉CF效力。在代表自治区参加全国锦标赛期间，他受到几家顶级俱乐部的追逐，并选择了加入巴塞罗那足球俱乐部。然而，在巴塞罗那足球学院（La Masia）的U18梯队中，他很难得到机会。随后，他转会到皇家穆尔西亚足球俱乐部，并在2010年6月离队，当时俱乐部的一线队从西乙降级至西乙B。

### 比利亚雷亚尔
随后，特里格罗斯签约比利亚雷亚尔足球俱乐部，并被分配到C队。他在2011年6月4日首次代表比利亚雷亚尔B队亮相，作为替补出场30分钟，替换弗福（Fofo），但球队以1比2负于皇家贝蒂斯，而比赛也是该赛季西乙联赛的最后一轮。2012年2月11日，他在客场3比1负于塞瓦利耶体育俱乐部的比赛中打入职业生涯的首粒进球，他在该赛季表现出色，但球队最终降级，尽管他们在西甲联赛中排名第12位。
2012年6月，特里格罗斯正式晋升到一线队。他在2012-2013赛季贡献了36场比赛和3个进球，帮助“黄色潜水艇”获得了即时晋级；他的第15次出场触发了一项条款，支付了10万欧元给穆尔西亚足球俱乐部.
特里格罗斯在2013年8月19日首次亮相西甲联赛，替补上场取代托马斯·皮纳，球队以3比2客场胜于阿尔梅里亚。作为首发球员，他在2014年2月3日比赛中攻入个人在西甲的首个进球，帮助球队在主场以3比1击败奥萨苏纳。同年10月，他的合同从2017年延长至2019年；2016年11月，他与俱乐部签署了一份新合同，将他与俱乐部续约至2022年。
2017年5月21日，特里格罗斯在与当地竞争对手瓦伦西亚足球俱乐部的比赛中攻入一球，帮助球队以3比1获胜，确保了联赛第五名和晋级2017-2018赛季欧洲联赛的资格。他在该欧洲赛事中打入了个人的首个进球，帮助球队在2017年10月19日的小组赛中与布拉格斯拉维亚达成2比2的平局。2017年12月23日，在另一场与瓦伦西亚足球俱乐部的德比战中，他首次遭遇职业生涯的罚下，但球队以1比0获胜。
2019年11月10日，特里格罗斯在客场以1比3不敌马略卡的比赛中迎来了自己代表球队的第300场比赛。2021年3月，他成为比利亚雷亚尔的前三名出场纪录保持者，超过了马科斯·塞纳的363场，仅次于布鲁诺·索里亚诺和马里奥·加斯帕尔。他在那个赛季的欧洲联赛中出场14次，帮助球队获得胜利（全部赛事中出场54次），并在4月29日对阵阿森纳的半决赛中攻入开场进球，帮助球队以2比1获胜。
2021年11月，特里格罗斯与俱乐部续约至2025年，并继续成为主教练乌奈·埃梅里计划中的重要一员。 2021年12月15日，他在比利亚雷亚尔以7比1大胜圣卢克尼奥竞技足球俱乐部的比赛中达到了他代表球队的第400场比赛，仅落后于布鲁诺25场比赛的纪录。他于2022年9月8日在对阵波兹南乐购足球俱乐部的欧洲会议联赛小组赛中取得了他代表球队的第426场比赛，超过了布鲁诺的总纪录。

## 榮譽

### 球會
比利亞雷阿爾
- 欧足联欧洲联赛冠軍：2020–21賽季[20]

## 个人生活
特里格罗斯的父母都是教师，他于2017年获得了小学教育学位。尽管一些消息来源错误地将他的母校称为CEU圣保罗大学，但实际上，他毕业于CEU Cardinal Herrera大学在Castellón de la Plana的分校。
特里格罗斯的父亲曼努埃尔（Manuel）曾为格拉纳达CF的二线队效力。他的表弟帕布罗（Pablo）是一名后卫，也曾在SD Ponferradina的二级联赛中活跃。

## 外部連結
- Soccerway資料庫：馬努·特基路斯